# Stor
Sergio Rubén Ulises Infante Azocar, känd under artistnamnet Stor, född 8 april 1987 i Spånga församling, Stockholm, är en svensk rappare. 

## Uppväxt och familj
Azocar växte upp i Rinkeby i Stockholm och i Huddinge kommun med sin mor och sina syskon. Han har chilenska föräldrar som flydde till Sverige 1976. Hans far är den chilenske poeten Sergio Infante och hans gammelmorfar var poeten Rubén Azocar. Azocar är med i hiphopkollektivet AYLA som förutom Azocar består av Carlito, Mohammed Ali och deras producent Mack Beats.

## Karriär
Azocar gav år 2009 ut sin första skiva Nya skolans ledare för vilken han belönades på P3 Guld-galan i kategorin "Årets hiphop/soul". På skivan medverkade bland andra Petter, Dan Jah, Promoe och Adam Tensta. Azocar medverkar även på Petters album En räddare i nöden (2010), där han och Petter gör låten Vem är Stor?.
Förutom Nya skolans ledare har Azocar även givit ut en mixtape med titeln Dikter ifrån bikten, där bland annat låten Där ni ser mig finns med. Azocar har gjort låten 2 Lurar med Teddybears (2009). Den 30 november 2010 hade låten Stationen med Ison & Fille premiär, där medverkar Azocar tillsammans med Highwon-medlemmen Aleks. Azocar gav den 9 november 2012 ut singeln Rom & Kush tillsammans med Linda Pira. Den 3 maj 2013 gav Azocar ut skivan Shere Khan XIII där bland annat Linda Pira, Aki och Dani M medverkade.
28 maj 2014 släpptes låten Swish tillsammans med Linda Pira, Gee Dixon & Bamma B.
Den 19 maj 2016 släpptes musikvideon till låten Svartskallar på YouTube. Videon anspelar på omvända historiska slavroller där främst skådespelarna Helena af Sandeberg och Jonas Malmsjö spelar tjänare som passar upp på icke-vita personer som spelas av bland andra Linda Pira, Cherrie, Fanny Jernström, Ali Sabriye och Teddy Vidal.
Den 18 november 2016 släppte han låten Vägen hem, i samarbete med Seinabo Sey.
Den 23 januari 2017 lade Azocar upp en bild på sitt Instagramkonto med orden "The End" och beskrivningstexten antyder att han bestämt sig för att sluta med musiken. Strax därefter raderades Instagramkontot, något som antogs vara ett officiellt besked att Stor beslutat sig för att lämna musikbranschen. Han har i efterhand förklarat att Instagrambilden var ett resultat av att han var "trött, bakis, sur och många grejer hände i livet" och inte nödvändigtvis ett officiellt besked.
Den 9 juni 2017 släpptes hans tredje album "Under broarna" som Azocar bland annat menar är inspirerat av hans relation till Stockholm och av den chilenska poeten Pablo Nerudas poesi. Skivan är producerad av barndomsvännen Charlie Bernardo och är det första av hans album som är helt producerat av en och samma producent.
Under 2018 deltog Stor i den nionde säsongen av Så mycket bättre.
2023 medverkade han i SVT-serien När hiphop tog över.
2023 gjorde Stor sin debut som röstskådespelare med rollen som Superfly i den animerade filmen Teenage Mutant Ninja Turtles: Mutant Mayhem (2023).

## Diskografi

### Album
- 2009 – Nya skolans ledare
- 2013 – Shere Khan XIII
- 2017 – Under broarna
- 2018 – Så mycket bättre 2018 - Tolkningar
- 2023 – Över broarna

### Singlar
- 2012 – Rom & Kush
- 2013 – Pappas låt (Remix)
- 2013 – Stolthet
- 2014 – Swish
- 2015 – Champions League
- 2016 – Svartskallar
- 2016 – Vägen hem (feat. Seinabo Sey)
- 2017 – Torka dina tårar (feat. Cherrie)
- 2021 – Elden (feat. Dizzy och Manny Flaco)
- 2023 – Ordning & Reda

## Källhänvisningar
1. ↑  Sveriges befolkning
2000:
Infante Azocar, Sergio Rubén Ulises
(1987-04-08)
Försäkringskassan, uttag avseende 20001231 (2014)
2. ↑  ”LLförlaget”. LLförlaget. Arkiverad från originalet den 21 februari 2018. https://web.archive.org/web/20180221161618/http://www.ll-forlaget.se/forfattare/ulises-infante--azocar/10645. Läst 9 juni 2017.
3. ↑  Intervju i Morgonpasset. 2018-10-19.
4. ↑  ”Visättra i vårt hjärta - DN.SE” (på svenska). DN.SE. 16 januari 2015. http://www.dn.se/sthlm/visattra-i-vart-hjarta/. Läst 9 juni 2017.
5. ↑  ”1 juni: Hiphopkollektivet Ayla i Session igen”. (Sveriges Radio - Musikguiden i P3). http://sverigesradio.se/sida/artikel.aspx?programid=4067&artikel=4380582. Läst 9 juni 2017.
6. 1 2 3  ”Rapparen Stor vann över staden - DN.SE” (på svenska). DN.SE. 4 juni 2017. http://www.dn.se/kultur-noje/rapparen-stor-vann-over-staden/. Läst 9 juni 2017.
7. ↑  Lindgren, Martin (29 april 2009). ”Ladda hem STOR – ”Nya skolans ledare”!”. Whoa. http://blog.whoa.nu/2009/04/29/ladda-hem-stor-nya-skolans-ledare/. Läst 9 juni 2017.
8. ↑  ”Petter: En räddare i nöden”. HD. https://www.hd.se/2010-04-09/petter-en-raddare-i-noden. Läst 9 juni 2017.
9. ↑  ”Dikter ifrån Bikten broder”. ayla-klick.blogspot.se. http://ayla-klick.blogspot.se/2009/07/dikter-ifran-bikten-broder.html?m=0. Läst 9 juni 2017.
10. ↑  Lindgren, Martin (29 maj 2010). ”Video: STOR & Teddybears Sthlm – Två lurar”. Whoa. http://blog.whoa.nu/2010/05/29/video-stor-teddybears-sthlm-tva-lurar/. Läst 9 juni 2017.
11. ↑  ”Spotify”. play.spotify.com. https://play.spotify.com/user/11161377000/playlist/3Uzq3WC1VgFZyRwOsexTWw?play=true. Läst 9 juni 2017.
12. ↑  ”Stor hiphop med både själ & hjärta på Shere Khan XIII”. Aftonbladet. http://www.aftonbladet.se/nojesbladet/musik/recensioner/article16710464.ab. Läst 9 juni 2017.
13. ↑  ”PREMIÄR: Stor - Swish ft. Linda Pira, Gee Dixon, Bamma B”. (Sveriges Radio - Musikguiden i P3). http://sverigesradio.se/sida/artikel.aspx?programid=4067&artikel=5873908. Läst 9 juni 2017.
14. ↑  ”STOR signar med Sony Music och släpper "Svartskallar"”. Mynewsdesk. http://www.mynewsdesk.com/se/sonybmg/pressreleases/stor-signar-med-sony-music-och-slaepper-svartskallar-1410445. Läst 9 juni 2017.
15. ↑  ”VIDEO: Stor – Svartskallar”. NÖJESGUIDEN. http://ng.se/artiklar/video-stor-svartskallar. Läst 9 juni 2017.
16. ↑  ”STOR - Svartskallar”. StorVEVO. 19 maj 2016. https://www.youtube.com/watch?v=wZRziALIx9c. Läst 9 juni 2017.
17. ↑  ”Stor släpper singeln "Vägen hem" tillsammans med Seinabo Sey”. Mynewsdesk. http://www.mynewsdesk.com/se/sonybmg/pressreleases/stor-slaepper-singeln-vaegen-hem-tillsammans-med-seinabo-sey-1656669. Läst 9 juni 2017.
18. ↑  ”Hyllad svensk rappare lägger ner”. gaffa.se. Arkiverad från originalet den 25 november 2018. https://web.archive.org/web/20181125073857/http://gaffa.se/nyhet/114234/hyllad-svensk-rappare-laegger-ner. Läst 9 juni 2017.
19. ↑  ”Stor slutar med musiken”. Arkiverad från originalet den 25 november 2018. https://web.archive.org/web/20181125073844/http://festivalrykten.se/stor-slutar-med-musiken/. Läst 9 juni 2017.
20. ↑  ”Stor lägger ner musikkarriären”. NÖJESGUIDEN. http://ng.se/artiklar/stor-lagger-ner-musikkarriaren. Läst 9 juni 2017.
21. ↑  ”Rapparen Stor går mot strömmen”. 7 juni 2017. Arkiverad från originalet den 7 juni 2017. https://web.archive.org/web/20170607135746/http://www.unt.se/kultur-noje/rapparen-stor-gar-mot-strommen-4673023.aspx. Läst 9 juni 2017.
22. ↑  ”Här är artisterna i ”Så mycket bättre” 2018”. Aftonbladet. 30 mars 2018. https://www.aftonbladet.se/nojesbladet/tv/a/jPbl3z/har-ar-artisterna-i-sa-mycket-battre-2018. Läst 15 december 2018.
23. ↑  ”Svenska röster och credits, Teenage Mutant Ninja Turtles: Mutant Mayhem”. dubbningshemsidan.se. https://www.dubbningshemsidan.se/credits/teenage-mutant-ninja-turtles-mutant-mayhem/. Läst 7 februari 2025.